# Tulalip
Tulalip.- Tulalip su Salishan pleme, i jedan su od tri glavna ogranaka Twana Indijanaca koje je obitavalo u području južnog rukavca Hood Canala. Prema jednom Twana informantu Tulalipi su imali sela Tahuya i Duhlelap. Swanton spominje njemu poznatih 5 Twana-sela (bilo ih je 9), među njima i selo po imenu Tule'lalap kod ušća Mission Creek-a. Po kulturi Twane, pa i Tulalipi, pripadaju Sjeverozapadnom obalnom području. -Po ovom plemenu kasnije je (1855.) Tulalip rezervat dobio ime. Na njemu su smješteni pripadnici plemena (pisano po tadašnjoj ortografiji: Dwamish, Suquamish, Sk-kahl-mish, Sam-ahmish, Smalh-kamish /Smulkamish/, Skope-ahmish /Skopamish/, St-kah-mish /Stkamish/, Snoqualmoo, Skai-wha-mish, N'Quentl-ma-mish, Sk-tah-le-jum, Stoluck-wha-mish, Sno-ho-mish, Skagit, Kik-i-allus (Kikiallus), Swin-a-mish, Squin-ah-mish, Sah-ku-mehu, Noo-wha-ha, Nook-wa-chah-mish, Mee-see-qua-guilch, Cho-bah-ah-bish, i druge manje zavisne bande).
Danas su federalno priznati. Rezervat je utemeljen 22. siječnja 1855. ugovorom 'Point Elliott Treaty', u korist plemena Snohomish, Snoqualmie, Skagit, Suiattle, Samish i Stillaguamish.  Novo pleme s Tulalip Rezervata osnovano je 1934.  Pleme broji oko 3,500 duša. Na rezervatu se nalazi i 'Tulalip Casino'. Vidi Twana, Colcine i Skokomish,

## Vanjske poveznice
- Zastava plemena Tulalip
- Tulalip Indian School, ca. 1912.  Arhivirana inačica izvorne stranice od 10. veljače 2006. (Wayback Machine)
- Obitelj, Indijanci Tulalip , Volunteer Park, Seattle  Arhivirana inačica izvorne stranice od 18. veljače 2006. (Wayback Machine)